# Vincenzo Carafa
Vincenzo Carafa (Andria, 5 maggio 1585 – Roma, 6 giugno 1649) è stato un gesuita italiano.

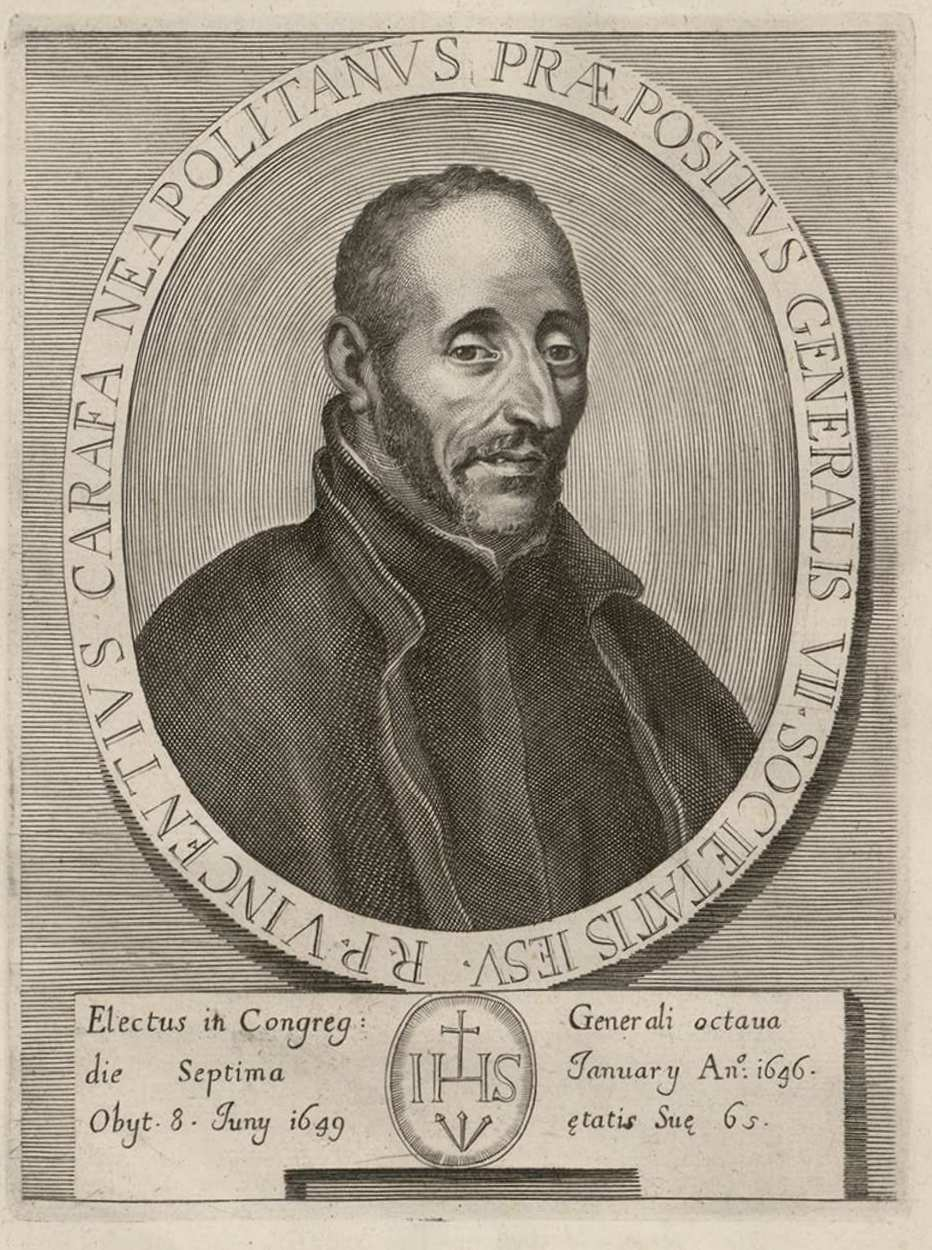
Vincenzo Carafa della Stadera

Nel 1646 succedette a Muzio Vitelleschi come Preposito Generale dell'ordine, mantenendo la carica sino alla morte.

## Biografia
Apparteneva alla famiglia dei duchi di Montorio, la stessa di papa Paolo IV, ed era figlio di Fabrizio, II duca di Andria, e di sua moglie, Maria Carafa di Stigliano.
Entrò tra i Gesuiti il 4 ottobre del 1604. Laureatosi in filosofia, fu Superiore Provinciale di Napoli e, con lo pseudonimo di Aloysius Sidereus (Luigi Sidereo), pubblicò alcune opere ascetiche (Fascetto di Mirra, Cammino del Cielo, Cittadino del Cielo, Il Peregrino della terra, Idea Christiani hominis, Il Serafino).
Venne scelto come settimo Preposito Generale della Compagnia dopo la scomparsa di Muzio Vitelleschi, il 7 gennaio 1646: i quattro anni del suo generalato furono segnati dalle aspre controversie con i teologi giansenisti, forti oppositori della dottrina molinista sulla Grazia difesa dai gesuiti, e dalle accuse di lassismo morale; ma il suo fu anche il periodo delle missioni nelle Americhe, segnate dal martirio di un gruppo di gesuiti ad opera degli indiani.
Morì nel 1649, all'età di 64 anni.

## Scritti
- Cammino del cielo, ouero Prattiche spirituali del padre Luigi Sidereo della Compagnia di Giesù, Parte prima, In Roma, per Domenico Manelfi, l'anno del Giubileo 1650;
- Fascetto di mirra ouero Considerationi sopra le piaghe di Christo. Del padre Luigi Sidereo della Compagnia di Giesù, In Roma, per Lodouico Grignani, 1638;
  - Fascetto di mirra, ouero Considerationi varie sopra le piaghe di Christo composto dal r.r. Vincenzo Caraffa della Compagnia di Giesu ..., In Viena, appresso Gregorio Gelbhaar, 1638;
- Camino del cielo, Aloysii Siderei, In Napoli, per Giacomo Gaffaro, 1641;
  - Camino del cielo ouero prattiche spirituali del padre Luigi Sidereo della Compagnia di Giesù, In Roma, appresso Domenico Manelfi, 1650;
- Itinerario per l'altra vita, cauato da gl'esercitii spirituali dati nella Congregatione de' Caualieri sotto il titolo della natiuita della beata Vergine. Nella Casa Professa della Compagnia di Giesù di Napoli. Anno 1643, In Napoli, per il Gaffaro, 1643;
- Cittadino del cielo ouero celeste conversatione del padre Luigi Sidereo della Compagnia di Giesù, In Roma, per Domenico Manelfi, 1650;
- Il peregrino della terra, ouero Apparecchio per la buona morte composto dal p. Luigi Sidereo della Compagnia di Giesù parte prima, In Roma, appresso Domenico Manelfi, 1650;
- Il Serafino ouero scuola del santo amore del padre Luigi Sidereo della Compagnia di Giesù. Parte prima, In Roma, appresso Domenico Manelfi, 1650;

## Lettere e carteggi
- Epistola prima R.P.N. Vincentij Carrafae praepositi generalis patribus, ac fratribus Societatis Iesu, Romae, typis Manelphi Manelphij, 1646;
- Epistola Reuerendi P.N. Generalis Mutii Vitelleschi ad patres et fratres Societatis Iesu, pubblicata insieme alle lettere di altri padri generali S.I. Carafa, Piccolomini, Nickel, s.d. (ultima lettera datata "Romae 16. Nouembris 1656");